# Ерік Ботгейм
Ерік Ботгейм (норв. Erik Botheim, нар. 10 січня 2000, Осло, Норвегія) — норвезький футболіст, нападник клубу «Мальме».

## Клубна кар'єра
Футбольну кар'єру розпочав у «Люні». Дорослу футбольну кар'єру розпочав у червні 2015 року у віці 15-років, вийшовши з лави запасних в нічийному (2:2) поєдинку проти «Улерна». Першим голом за дорослу команду відзначився у жовтні 2015 року, в переможному (9:2) поєдинку проти «Голмена».
У липні 2016 року підписав контракт з «Русенборгом». Дебютував за нову команду 26 квітня 2017 року в першому раунді кубку Норвегії, вийшовши на поле в стартовому складі в переможному (2:0) поєдинку проти «Стріндгейма». 17 вересня 2017 року дебютував за «Русенборг» в Елітесеріен, замінивши на 81-ій хвилині Андреса Троннсена в переможному (3:0) поєдинку проти «Волеренги». Своїм першим голом у вищому дивізіоні чемпіонату Норвегії відзначився 7 липня 2018 року, в поєдинку проти «Тромсе». 10 серпня 2019 року відзначився першим хет-триком у кар'єрі, також у воротах «Тромсе». 15 лютого 2021 року Ботгейм домовився про розірвання контракту за згодою сторін.
17 лютого 2021 року Ерік підписав 2-річний контракт із «Буде-Глімт».

## Особисте життя
У 2016 році музичне відео від Kygo Yo було завантажено на YouTube групою Flow Kingz, до складу якої входили Ботгейм та його товариші по юнацькій збірній Норвегії U-18 Ерік Тобіас Сандберг та Ерлінг Голанд. До початку 2020 року відео переглянули 6 мільйонів разів, при цьому воно отримало 215 000 вподобань.

## Статистика виступів

### Клубна
| Сезон                  | Команда                | Чемпіонат              | Чемпіонат | Чемпіонат | Нац. кубок | Нац. кубок | Нац. кубок | Єврокубки | Єврокубки | Єврокубки | Інші кубки | Інші кубки | Інші кубки | Загалом | Загалом | Загалом |
| Сезон                  | Команда                | Змаг.                  | Матчі     | Голи      | Змаг.      | Матчі      | Голи       | Змаг.     | Матчі     | Голи      | Змаг.      | Матчі      | Голи       | Матчі   | Голи    |         |
| ---------------------- | ---------------------- | ---------------------- | --------- | --------- | ---------- | ---------- | ---------- | --------- | --------- | --------- | ---------- | ---------- | ---------- | ------- | ------- | ------- |
| 2015                   | «Люн»                  | 2Д                     | 7         | 1         | КН         | 0          | 0          |           | -         | -         |            | -          | -          | 7       | 1       |         |
| 2016                   | «Люн»                  | 3D                     | 11        | 3         | КН         | 2          | 1          |           | -         | -         |            | -          | -          | 13      | 4       |         |
| Загалом за «Люн»       | Загалом за «Люн»       | Загалом за «Люн»       | 18        | 4         |            | 2          | 1          |           | -         | -         |            | -          | -          | 20      | 5       |         |
| 2017                   | «Русенборг»            | ЕС                     | 3         | 0         | КН         | 2          | 0          | ЛЧУ+ЛЄУ   | 0+1       | 0         |            | -          | -          | 6       | 0       |         |
| 2018                   | «Русенборг»            | ЕС                     | 6         | 1         | КН         | 2          | 3          | ЛЧУ+ЛЄУ   | 2+2       | 0         | СН         | 1          | 0          | 13      | 4       |         |
| 2019                   | «Русенборг»            | ЕС                     | 7         | 3         | КН         | 3          | 2          | ЛЧУ+ЛЄУ   | 0+2       | 0         |            | -          | -          | 12      | 5       |         |
| січ.-лип. 2020         | «Русенборг»            | ЕС                     | 3         | 0         | КН         | -          | -          | ЛЄУ       | -         | -         |            | -          | -          | 3       | 0       |         |
| Загалом за «Русенборг» | Загалом за «Русенборг» | Загалом за «Русенборг» | 19        | 4         |            | 7          | 5          |           | 7         | 0         |            | 1          | 0          | 34      | 9       |         |
| лип. -гр. 2020         | «Стабек»               | ЕС                     | 15        | 0         |            | -          | -          |           | -         | -         |            | -          | -          | 15      | 0       |         |
| 2021                   | «Буде-Глімт»           | ЕС                     | 30        | 15        | КН         | 2          | 0          | ЛЧУ+ЛЄУ   | 2+12      | 1+7       |            | -          | -          | 46      | 23      |         |
| 2021–22                | «Краснодар»            | РПЛ                    | 0         | 0         | КР         | 0          | 0          |           | -         | -         |            | -          | -          | 0       | 0       |         |
| Усього за кар'єру      | Усього за кар'єру      | Усього за кар'єру      | 82        | 23        |            | 11         | 6          |           | 21        | 8         |            | 1          | 0          | 115     | 37      |         |

## Досягнення

### Клубні
«Русенборг»
- Елітесеріен
  -  Чемпіон (2): 2017, 2018

- Кубок Норвегії
  -  Володар (1): 2018

- Суперкубок Норвегії
  -  Володар (1): 2018

- Чемпіонат Норвегії (U-19)
  -  Чемпіон (1): 2019[8]

- Чемпіонат Норвегії (U-16)
  -  Чемпіон (1): 2018[9]

«Буде-Глімт»
- Елітесеріен
  -  Чемпіон (1): 2021